# Berberis albicans
Berberis albicans är en berberisväxtart som beskrevs av S. Zamudio-ruiz och J.S. Marroquin. Berberis albicans ingår i släktet berberisar, och familjen berberisväxter. Inga underarter finns listade i Catalogue of Life.